# Carex gifuensis
Carex gifuensis är en halvgräsart som beskrevs av Adrien René Franchet. Carex gifuensis ingår i släktet starrar, och familjen halvgräs. Inga underarter finns listade i Catalogue of Life.